# Riso integrale
Il riso integrale è quel tipo di riso al quale viene rimosso lo strato fibroso più esterno (detto lolla). A differenza del riso bianco, al riso integrale non vengono eliminati anche gli strati sottostanti.
La procedura di raffinazione del riso integrale, che viene chiamata sbramatura, consiste nella rimozione della lolla. Ciò che rimane è l'endosperma amidaceo, al quale si applica un processo di lucidatura.